# Павловски (Пермски край)
Павловски (на руски: Павловский) е селище от градски тип в Русия, разположено в Очьорски район, Пермски край. Населението му към 1 януари 2018 година е 3230 души.